# عبد الله بن حميد
عبد الله بن محمد ابن حُمَيد الخالدي (1329- 1402 هـ / 1911- 1982 م) عالم دين سعودي، وعضو هيئة كبار العلماء، ورئيس المجلس الأعلى للقضاء سابقًا، وهو والدُ الشيخ صالح بن حميد. 

## ولادته وتحصيله
ولد عبد الله بن محمد بن عبد العزيز بن عبد الرحمن بن حسين بن حميد الخالدي في بلدة معكال، وهي بلدة قديمة تُعَدُّ الآن حيًّا من أحياء مدينة الرياض، في رمضان عام 1329هـ/ 1911م.
نشأ ابن حميد يتيمًا فقد توفي والده وعمره سنتان، ثم في السنة التي تليها أصابه الجُدَري فأفقده بصره، ثم في سنته السادسة توفيت والدته، فأدخلته عمَّته في كتَّاب الشيخ علي بن صالح المديميغ من أهالي الرياض، فحفظ القرآن الكريم. وتعلَّم التجويد على يد الشيخ عبد الظاهر أبو السمح إمام المسجد الحرام في مكة المكرمة، وتَلْمَذ على عدَّة شيوخ منهم: قاضي الرياض في وقته الشيخ صالح بن عبد العزيز آل الشيخ، وفي النحو على يد حمد بن فارس (ت 1345هـ)، وقد تلقَّى ابن حميد أكثر علمه على مفتي الديار السعودية محمد بن إبراهيم آل الشيخ. 
تزوَّج أخوه عبد العزيز في أول شبابه وتوفي وزوجتُه حامل، فولدَت صبيًّا سُمِّي عبد العزيز على اسم أبيه، فتولَّى الشيخ ابن حميد تربيته وهو لا يزال شابًّا.

## أعماله
عيَّنه الشيخ محمد بن إبراهيم آل الشيخ مدرِّسًا للمبتدئين ومساعدًا له، فمتى غاب انتهى التدريس إليه. وفي عام 1357هـ عيَّنه الملك عبد العزيز قاضيًا في الرياض، ثم في عام 1363هـ عُيِّن قاضيًا في بريدة، وظلَّ في قضائها وإمامة جامعها والمرجعَ في الإفتاء والتدريس مدَّة وجوده فيها. وفي عام 1377هـ طلب الإعفاء من منصب القضاء، وتفرَّغ للعبادة وتعليم الناس. 
ثم أنشئت الرئاسة العامة للإشراف الديني على المسجد الحرام فاختاره الملك فيصل بن عبد العزيز رئيسًا للإشراف الديني على المسجد الحرام، ومدرِّسًا ومفتيًا. وفي عام 1395هـ عيَّنه الملك خالد بن عبد العزيز رئيسًا للمجلس الأعلى للقضاء، وعضوًا في هيئة كبار العلماء، ورئيسَ المجمع الفقهي الإسلامي، وعضوًا في المجلس التأسيس لرابطة العالم الإسلامي. 
وتخرَّج به عددٌ كبير من طلَّاب العلم غدَوا من العلماء، منهم: إسماعيل بن سعد العتيق، وعمر بن حسن فلاتة.

## مؤلفاته
- الرسائل الحسان.
- إيضاح ما توهمه صاحب اليسر في يسره من تجويزه ذبح الهدي قبل وقت نحره.
- توجيهات إسلامية.
- رسائل دفاع عن الإسلام والاشتراكية حرام.
- تبيان الأدلة في إثبات الأهلَّة.
- غاية المقصود في التنبيه عن أوهام ابن محمود.
- رسالة في الدعوة إلى الجهاد في الكتاب والسنة.
- نقد نظام العمل والعمَّال وما فيه من الأخطاء والضَّلال.
- رسالة في كمال الشريعة وشمولها لكل ما يحتاجه البشر.
- شرح خطبة حجة الوداع.
- هداية الناسك إلى أحكام المناسك.
- لا اشتراكية في الإسلام.
- حكم اللحوم المستوردة وذبائح أهل الكتاب.
- رسالة في التلفزيون.[5]
- فتاوى فقهية مخطوطة.

## وفاته
توفي الشيخ عبد الله بن حميد في مكة المكرمة، يوم الأربعاء 20 ذو القعدة 1402هـ الموافق 8 سبتمبر (أيلول) 1982م، وصُلي عليه في المسجد الحرام في مكة المكرمة.

## وصلات خارجية
- صفحته على موقع طريق الإسلام.